# 대구 하프돔
대구 하프돔(Daegu Half Dome)은 대구광역시가 대구 월드컵 경기장 주변에 계획 중이던 대한민국의 돔 야구장이었다.

## 진행사항
- 2007년 : 대구 돔구장 건설 논의[2], 2013 WBC 유치 시도[3]
- 2009년 : 광주광역시와 함께 포스코와 돔구장 건립 MOU 체결[4][5]
- 2011년 : 대구야구장 신축 건설 확정. 돔구장 건설 계획 취소[6]